# 金門クラブ

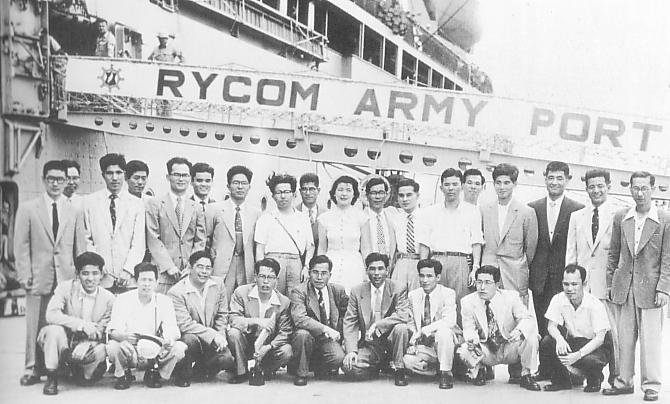
当時の留学生たち

金門クラブ（きんもんくらぶ、Golden Gate Club）は、1952年に設立されたアメリカ留学者の親睦団体である。当時は船による渡航で、長い船旅のあとに金門橋の下をくぐってアメリカ合衆国に入国したことから命名された。
金門クラブそのものは親睦団体であり、必ずしも親米派の集まりではなかったが、琉球列島米国民政府から親米エリートとして期待され、米国民政府系の特殊法人（琉球開発金融公社や琉球銀行など）に数多くの会員が採用された。そのため、「アメリカの手先」という否定的な評価がついて回った。
本土復帰以降も会は存続したが、1982年にフルブライト交流計画30周年を記念して、日本各地にガリオア・フルブライト同窓会が設立されたことを機に、発展的解消して「ガリオア・フルブライト沖縄同窓会」になった。

## 主な事業
- 月例会の開催
- 年末ディナー・ダンスパーティーの開催
- 奨学事業
- ハワイとの交流事業
- 来沖要人との懇親会開催

## 著名な会員
- 東江康治 - 元名桜大学学長。
- 大田昌秀 - 元参議院議員、元沖縄県知事。琉球大学名誉教授。
- 亀川正東 - 琉球大学名誉教授。
- 川平朝清 - 元沖縄放送協会会長。
- 下地玄栄 - 沖縄大学名誉教授。
- 照屋輝男 - 元琉球開発金融公社総裁。
- 名城嗣明 - 琉球大学名誉教授。
- 比嘉幹郎 - 元沖縄県副知事。
- 宝村信雄 - 元琉球開発金融公社総裁。